# Peromyscus gratus
Peromyscus gratus är en däggdjursart som beskrevs av Clinton Hart Merriam 1898. Peromyscus gratus ingår i släktet hjortråttor och familjen hamsterartade gnagare. IUCN kategoriserar arten globalt som livskraftig. Inga underarter finns listade i Catalogue of Life.
Denna hjortråtta når en kroppslängd (huvud och bål) av 9,5 till 10,8 cm, en svanslängd av 7,6 till 12,3 cm och en vikt av 20 till 33 g. Den har 2,0 till 2,7 cm långa bakfötter och 1,8 till 2,5 cm stora öron. På ovansidan förekommer gulgrå päls eller ockra päls med inslag av grått. Gränsen mot den vitaktiga undersidan utgörs av en gulbrun linje. Svansen har en brun ovansida och en vitaktig undersida. Liksom andra släktmedlemmar har Peromyscus gratus stora öron.
Arten förekommer i Mexiko samt i sydvästra New Mexico (USA). Den lever i bergstrakter mellan 1830 och 3110 meter över havet. Peromyscus gratus vistas vanligen i klippiga områden med några buskar. Den har även barrskogar och jordbruksmark som habitat.
Peromyscus gratus äter främst gröna växtdelar, frön och svampar. Några populationer har ofta frukter av ensläktet som föda. De kompletteras med insekter och andra ryggradslösa djur. Arten går på grunden och den klättrar i växtligheten. Denna hjortråtta är nattaktiv och den bygger bon som göms i bergssprickor, bland trädens rötter eller under träbitar som ligger på marken.
Fortplantningen sker mellan maj och december och de flesta ungar föds under regntiden mellan juli och oktober. Efter dräktigheten som varar i 25 till 27 dagar föds ungefär tre ungar. Ungarna diar sin mor 21 till 28 dagar och de blir könsmogna efter cirka 50 dagar.